# Leif Petersen
Leif Petersen, född 11 december 1934 i Hellerup, död 10 februari 2025, var en dansk dramatiker och författare.

## Biografi
Petersen debuterade med dramat Jævndøgn, som uppfördes i radio 26 april 1963. Mest framgångsrik som har han varit skribent för dansk radio och TV med dramer som Filejsens drøm (1969), Sig ja til livet (1969) och Kom sigøjner (1971).
Han har också regisserat TV-serien "Fiskerne" efter Hans Kirks roman för Danmarks Radio, utsänd 1977.
Petersens skådespel bevaras i Dramatiska biblioteket vid Det Kongelige Bibliotek i Köpenhamn.

## Utmärkelser
- 1968: Statens Kunstfond – 3-årigt stipendium
- 1969: Nordisk Radiospelspris
- 1970: Otto Benzons författarlegat
- 1970: Danska Dramatikeres hederspris
- 1981: Adam Oehlenschläger-legatet
- 1987: Danska Blindesamfundets Radiospelspris
- 2005: Statens Kunstråd – arbetslegat